# Pingwin złotoczuby
Pingwin złotoczuby (Eudyptes chrysolophus) – gatunek dużego ptaka z rodziny pingwinów (Spheniscidae), występujący na Półwyspie Antarktycznym, południowym krańcu Ameryki Południowej i na wyspach subantarktycznych.

## Systematyka i zasięg występowania
Wyróżniono dwa podgatunki E. chrysolophus:
- E. chrysolophus chrysolophus – pingwin złotoczuby – południowe Chile, Falklandy, Georgia Południowa i Sandwich Południowy, Orkady Południowe, Szetlandy Południowe, Wyspa Bouveta, Wyspa Księcia Edwarda, Wyspa Mariona, Wyspy Crozeta, Wyspy Kerguelena, Wyspy Heard i McDonalda oraz lokalnie na Półwyspie Antarktycznym[5].
- E. chrysolophus schlegeli – pingwin krótkoczuby – takson o niepewnej pozycji taksonomicznej, przez niektóre ujęcia systematyczne wyodrębniany do rangi gatunku[2][6]. Zamieszkuje wyspę Macquarie i sąsiednie wysepki.

## Morfologia
Wygląd
Czarny grzbiet i biały brzuch. Nad oczami, po bokach głowy, znajdują się długie, żółte pióra.
Średnie wymiary
- długość ciała – 70 cm
- masa ciała – 5 kg

## Ekologia i zachowanie
Pożywienie
Żywi się niewielkimi rybami i skorupiakami.
Rozmnażanie
Samice składają dwa jaja, z których po 36 dniach wylęgają się pisklęta.

## Status
Międzynarodowa Unia Ochrony Przyrody (IUCN) uznaje oba podgatunki za osobne gatunki i klasyfikuje pingwina złotoczubego jako gatunek narażony (VU – Vulnerable), a pingwina krótkoczubego jako gatunek bliski zagrożenia (NT – Near Threatened).